# Liste der Bodendenkmale in Markranstädt
In der Liste der Bodendenkmale in Markranstädt sind die Bodendenkmale der Stadt Markranstädt und ihrer Ortsteile nach dem Stand der Auflistung von Klaus Kroitzsch und Harald Quietzsch aus dem Jahr 1984 aufgelistet. Eventuelle Änderungen und Ergänzungen, insbesondere aus der Zeit nach der Wende, sind nicht berücksichtigt, da für Sachsen aktuell keine neueren allgemein zugänglichen Bodendenkmallisten vorliegen. Die Baudenkmale sind in der Liste der Kulturdenkmale in Markranstädt aufgeführt.
| Denkmal-ID | Fundart            | Ortsteil     | Bezeichnung                | Zeitstellung    | Lage                                                  | Bemerkungen                                                                                                   | Bild |
| ---------- | ------------------ | ------------ | -------------------------- | --------------- | ----------------------------------------------------- | --- | ---- |
| ?          | besonderer Stein   | Markranstädt | Steinkreuz                 | Spätmittelalter | südwestliche Ortslage, Lützener Straße 39 (Vorgarten) | Lanzeneinzeichnung, Schutz seit 28. November 1974                                                             |      |
| ?          | Befestigung > Burg | Schkölen     | Wallanlage „Hunnenschanze“ | Slawenzeit      | westlicher Ortsrand, direkt südlich der Dorfstraße    | Ringwall mit kreisförmig geschlossenem Wallzug, im Süden weitgehend abgetragen, Schutz seit 25. November 1958 |      |
| ?          | Befestigung > Burg | Schkölen     | Wasserburg                 | Mittelalter     | ostnordöstlicher Ortsrand, Bachniederung              | eingeebnet, oberflächlich nicht mehr sichtbar, Schutz seit 28. November 1978                                  |      |